# Finnish Steel Storm
Finnish Steel Storm è il secondo album della one man band black metal finlandese Goatmoon, pubblicato il 25 gennaio 2007.
Nel maggio 2011 è stata distribuita l'edizione in vinile.

## Tracce
Testi e musiche di Lähde, tranne ove indicato.
1. Eclipsed by Raven Wings – 3:24
2. Alone – 2:40
3. Bitter Winter of Depression – 4:15
4. Der Sieg des Ziegenmondes – 4:15
5. Finnish Steel Storm – 6:42
6. Immortal's Winter – 2:55
7. Murder, Murder Glorious – 3:11
8. Mythical Story – 3:04 (testo: Draco - musica: Astonen)
9. Nyt ei Kristus auta – 2:59
10. Forest of My Native Soil – 5:25

## Formazione
- BlackGoat Gravedesecrator - voce, chitarra

### Altri musicisti
- M.B. - chitarra ritmica, chitarra acustica, tastiere
- Emperor Astonen - basso, tastiere, voce
- Stratt - tuba, tin whistle, flauto
- Ramlah - batteria, percussioni